# 1991 год в литературе

## Премии

### Международные
- Нобелевская премия по литературе — Надин Гордимер, «которая своим великолепным эпическим произведением, по словам Альфреда Нобеля, принесла огромную пользу человечеству»[1].
- Премия Агаты — Нэнси Пикард, роман «I.O.U.»
- Всемирная премия фэнтези за лучший роман:
  -  Джеймс Морроу, «Единородная дочь»;
  - Эллен Кашнер за «Томас Рифмач» (англ. Thomas the Rhymer).
- Всемирная премия фэнтези за лучшую повесть —  Пат Мерфи, «Кости» (англ.  Bones).
- Всемирная премия фэнтези за лучший рассказ — Нил Гейман, «Сон в летнюю ночь» (англ. A Midsummer Night's Dream).
- Премия «Хьюго» за лучшую повесть —  Джо Холдеман, «Мистификация с Хемингуэем» (англ. The Hemingway Hoax[2].
- Премия «Хьюго» за лучший роман —  Лоис Макмастер Буджолд, «Игра форов» (англ. The Vor Game)[2].
- Премия «Хьюго» за лучший рассказ — Терри Биссон, «Медведи открывают огонь» англ. Bears Discover Fire)[2].

### Австрия
- Австрийская государственная премия по европейской литературе — Петер Надаш.
- Премия Эриха Фрида — Бодо Хелль.

### Великобритания
- Букеровская премия — Бен Окри, «Голодная дорога» (англ. The Famished Road)[3].
- Премия Сомерсета Моэма:
  - Питер Бенсон, «Другой жилец» (англ. The Other Occupant).
  - Лесли Глейстер, «Почитай своего отца» (англ. Honour Thy Father).
  - Хелен Симпсон «Четыре голых ноги в постели» (англ. Four Bare Legs in a Bed).

### Германия
- Премия Георга Бюхнера — Вольф Бирман.
- Бременская литературная премия — Фриц Рудольф Фрис, «Die Väter im Kino».

### Испания
- Премия Сервантеса — Франсиско Аяла.
- Премия принцессы Астурийской — народу Пуэрто-Рико, который «с образцовой решимостью объявили испанский единственным официальным языком своей страны»[4].

### Норвегия
- Премия Ибсена — Марит Тусвик, «Mugg».

### Россия
- Премия Андрея Белого:
  - поэзия — Александр Горнон .
  - проза — Юрий Мамлеев.
  - гуманитарные исследования — Михаил Эпштейн.
- Литературная премия имени Александра Беляева — не вручалась.
- Государственная премия РСФСР имени М. Горького —  Олег Волков, «Погружение во тьму».

### США
- Премия Эдгара Аллана По:
  - за лучший роман — Джулия Смит, «New Orleans Mourning»[5].
  - за лучший первый роман американского писателя — Патрисия Корнуэлл, «Посмертный» (англ. Postmortem)[6].
- Пулитцеровская премия за художественную книгу — Джон Апдайк,  «Кролик успокоился» (англ. Rabbit At Rest)[7].
- Пулитцеровская премия за лучшую драму — Нил Саймон, «Затерявшиеся в Йонкерсе» (англ. Lost in Yonkers)[8].
- Пулитцеровская премия за поэзию —  Мона Ван Дуйн, «Близкие перемены» (англ. Near Changes)[9].

### Швеция
- Литературная премия Шведской академии — Тумас Транстрёмер[10].

### Франция
- Гонкуровская премия — Пьер Комбеско, «Дочери Голгофы» (фр. Les Filles du Calvaire)[11].
- Премия Ренодо — Дэн Франк, «Сепарация» (фр. La Séparation).
- Премия Фемина —  Пола Жак, «Дебора и рассеянные ангелы» (фр. Déborah et les anges dissipés).
- Премия Медичи — Ив Симон, «La Dérive des sentiments».
  - за лучшее зарубежное произведение — Пьетро Читати, «История, которая была счастливой, затем болезненной и катастрофической» (фр. Histoire qui fut heureuse puis douloureuse et funeste).
  - за эссеистику — Ален Этчегойен, «Вальс этик» (фр. La Valse des éthiques).

## Книги

### Романы
- «2/3 успеха» (пол. 2/3 sukcesu ) — роман Иоанны Хмелевской.
- «Американский психопат» (англ. American Psycho) — роман Брета Истона Эллиса.
- «Ведьмы за границей» (англ. Witches Abroad) — роман Терри Пратчетта.
- «Гнев Рыжего Орка» (англ. Red Orc’s Rage) — роман серии книг «Многоярусный мир» (англ. The World of Tiers) Филипа Хосе Фармера.
- «Дневники вампира» (англ. The Vampire Diaries) — серия романов Лизы Джейн Смит.
- «Звонок»  (яп. リング Рингу) — роман Кодзи Судзуки.
- «Имаджика» (англ. Imajica) — роман Клайва Баркера.
- «Мрачный Жнец» (англ. Reaper Man) — роман Терри Пратчетта.
- «Муравьи» (фр. Les Fourmis) — роман Бернара Вербера.
- «Омон Ра» — роман Виктора Пелевина.
- «Скарлетт» (англ. Scarlett) — роман Александры Рипли.

### Повести
- «Принц Госплана» — повесть Виктора Пелевина.

### Малая проза
- «Они сделаны из мяса» (англ. They're Made Out of Meat) — рассказ Терри Биссона.
- «Призрачный шанс» (англ. Ghost of Chance) — новелла Уильяма Берроуза.
- «Хлопоты в Польенсе и другие истории» (англ. Problem at Pollensa Bay & Other Stories) — сборник детективных рассказов Агаты Кристи.

### Пьесы
- «Семейный портрет с посторонним» — комедия Степана Лобозёрова.

### Поэзия
- «Здесь: Избранные стихотворения» — сборник стихотворений Геннадия Айги.
- «Россія, Poesia» — сборник стихов Андрея Вознесенского.
- «Пока я ещё молода» (дат. Så længe jeg er ung) — сборник стихов Найи Марие Аидт.

### Литературоведение
- «Шестидесятники и мы. Кинематограф, ставший и не ставший историей» — книга Льва Аннинского.

### Публицистика
- «Роза Мира» — философско-религиозный трактат Даниила Андреева.

## Умерли
- 29 января — Ясуси Иноуэ, японский писатель (родился в 1907).
- 23 февраля — Имре Чанади, венгерский поэт, лауреат государственной премии (р. 1920).
- 4 марта — Сергей Алексеевич Баруздин, русский советский писатель (родился в 1926).
- 3 апреля — Грэм Грин, английский писатель (родился в 1904).
- 20 апреля — Шон О’Фаолейн, ирландский писатель (родился в 1900).
- 23 июня — Антониу ду Амарал Мартинш Жасинту, ангольский писатель и поэт (родился в 1924).
- 24 июля — Исаак Башевис-Зингер, американо-еврейский писатель, лауреат Нобелевской премии по литературе 1978 года (родился в 1904).
- 12 октября — Аркадий Стругацкий, советский писатель-фантаст (родился в 1925).